# Lýkoveček drobnokališný
Lýkoveček drobnokališný  (Chamaedaphne calyculata) je druh rostliny z čeledi vřesovcovité (Ericaceae) a jediný druh monotypického rodu lýkoveček (Chamaedaphne). Vyskytuje se v severní Evropě, Asii a Severní Americe.

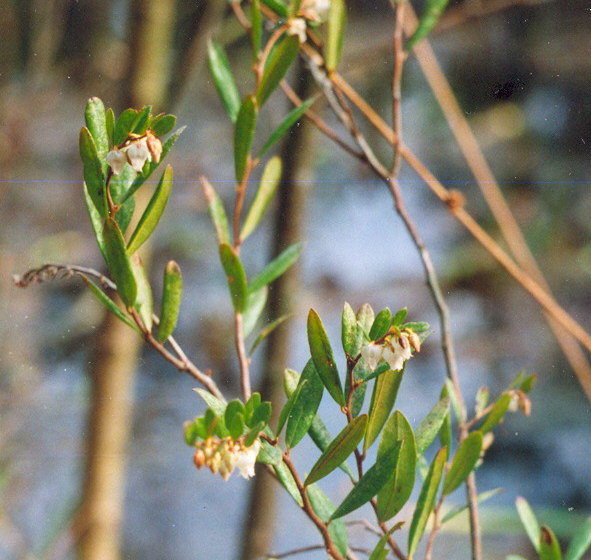
Větévka lýkovečku

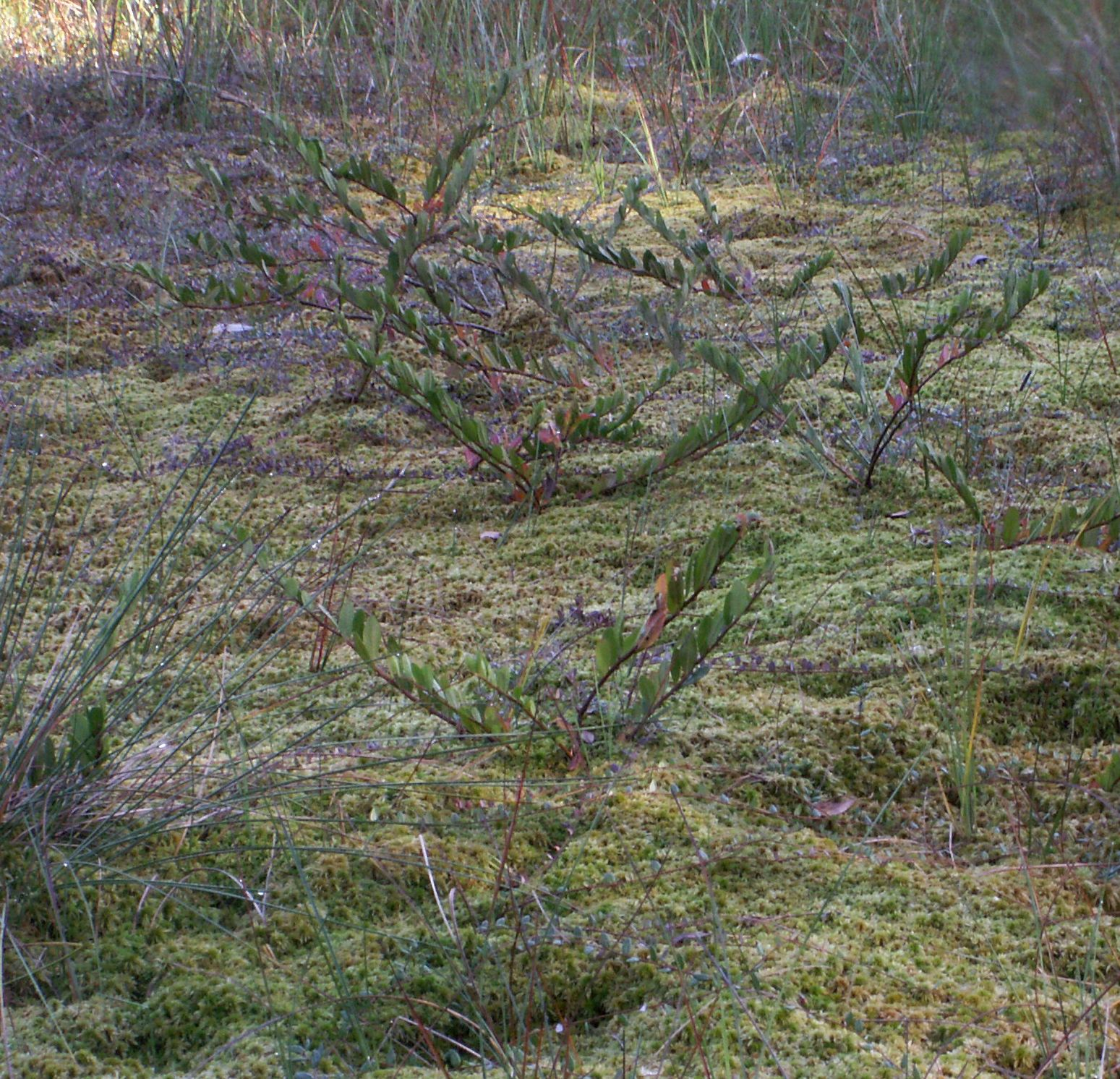
Lýkoveček v přirozeném prostředí

## Popis
Lýkoveček drobnokališný je nízký keř, až 1,5 m vysoký, široce rozšířený v celém mírném pásu a subarktických oblastech severní polokoule.
Listy jsou uspořádány střídavě na větvích, jsou eliptického až podlouhlého tvaru, drobné, 1–5 cm dlouhé, s nepatrně světlejším zbarvení na spodní straně a nepravidelně ozubenými okraji. Jsou stálezelené, ale často mění v zimě barvu na červeno-hnědou. Květy jsou malé (5–6 mm dlouhé), bílé a zvonkovité, v latách 4 až 12 cm dlouhých. Plod je kulovitá tobolka.
Druh lýkoveček je omezen na rašeliniště, kde se přirozeně vegetativně množí a vytváří velké kolonie.

## Rozšíření
Lýkoveček má obtočnový areál. Vyskytuje se v severovýchodní Evropě, Asii (Mongolsko, Sibiř, severní Čína, Ruský Dálný východ, Japonsko) a Severní Americe. Roste zejména na boreálních a subarktických rašeliništích a podél vodních toků v jehličnatých lesích. V Evropě roste ve Finsku, Švédsku, Rusku a Polsku. V USA dosahuje na východním pobřeží až po Jižní Karolínu.

## Pěstování
Potřebuje vlhkou kyselou půdu, s vysokým obsahem humusu (rašelinu), stejně jako ostatní členové čeledi.

### Rozmnožování
Množí se výsevem semene na jaře do rašeliny, někteří doporučují řízkování v červnu až červenci (běžné pro vegetativní množení neopadavé dřeviny), v přírodě se vegetativně množí přirozeně (zakořeňování větví).

## Použití
Zahradnictví - Používá se velice zřídka, je to dřevina určena spíše do sbírky vřesovištních rostlin, "...někdy se sází do skupin v parcích."
Domácí léčitelství - použití pro antipyretické a protizánětlivé účinky jako náhražka čaje.

## Původ jména
Jméno Chamaedaphne pochází z řečtiny, označuje lýkoveček jako "pozemní vavřín".

## Synonyma
Cassandra calyculata  ale také
"...Andromeda calyculata L., Lyonia calyculata Reich.)..." 
Původně byl lýkoveček zařazen k rodu Andromeda, "...liší se ale jednotlivě v paždí listů postavenými květy a na rubu šupinatě rezavými listy..."